# ラ・セギニエール
ラ・セギニエール （La Séguinière）は、フランス、ペイ・ド・ラ・ロワール地域圏、メーヌ＝エ＝ロワール県のコミューン。

## 地理
モージュ地方にあるアンジューのコミューンで、ショレの西に位置する。

## 歴史
ラ・セギニエールの教区と荘園は、1000年以上前から知られてきた。モワンヌ川沿いにある軍事的要所であり、コミューンは歴史的にアンジューとポワトゥーを分かつ地点にあったのである。おそらく、La Séguinièreはラテン語で国境を意味するsequinariaからきている。
19世紀後半まで、住民たちは農業と畜産で収入を得ていた。1900年から1950年にかけて、ショレの繊維業と製靴業がラ・セギニエールに新たな雇用を生み出した。生産の最盛期、300人のラ・セギニエール住民がこの分野で働いていたが、1950年代後半から事業は衰退した。

## 人口統計
| 1962年 | 1968年 | 1975年 | 1982年 | 1990年 | 1999年 | 2008年 | 2013年 |
| ------ | ------ | ------ | ------ | ------ | ------ | ------ | ------ |
| 1593   | 1672   | 2225   | 3108   | 3482   | 3506   | 3678   | 3967   |

参照元:1962年から1999年まで人口の2倍カウントなし。1999年までEHESS/Cassini、2004年以降INSEE